# عبدالله امامو
عبدالله امامو (انگلیسی: Abdallah Imamo؛ زادهٔ ۱۹ آوریل ۱۹۹۳) بازیکن فوتبال است.
وی همچنین در تیم ملی فوتبال اتحاد قمر بازی کرده‌است.